# Maniowy
Maniowy (prononciation : [maˈɲɔvɨ]) est une localité polonaise de la gmina de Czorsztyn, située dans le powiat de Nowy Targ en voïvodie de Petite-Pologne.